# Noatak (Alaska)
Noatak es un lugar designado por el censo ubicado en el borough de Northwest Arctic en el estado estadounidense de Alaska. En el Censo de 2010 tenía una población de 514 habitantes y una densidad poblacional de 11,75 personas por km².

## Geografía
Noatak se encuentra en las coordenadas 67°35′22″N 163°0′37″O / 67.58944, -163.01028. Según la Oficina del Censo de los Estados Unidos, Noatak tiene una superficie total de 43.75 km², de la cual 41.97 km² corresponden a tierra firme y (4.07%) 1.78 km² es agua.

## Demografía
Según el censo de 2010, había 514 personas residiendo en Noatak. La densidad de población era de 11,75 hab./km². De los 514 habitantes, Noatak estaba compuesto por el 2.53% blancos, el 0.39% eran afroamericanos, el 94.75% eran amerindios, el 0% eran asiáticos, el 0% eran isleños del Pacífico, el 0% eran de otras razas y el 2.33% pertenecían a dos o más razas. Del total de la población el 0% eran hispanos o latinos de cualquier raza.